# 아네트 뵘
아네트 뵘(독일어: Annett Böhm, 1980년 1월 8일~)은 독일의 유도 선수이다. 올림픽에 2회 참가했으며 2004년 하계 올림픽에서 여자 미들급 동메달을 획득했다. 또한 세계 선수권 대회에서 동메달 1개를 획득했다.